# Cezary Kuleszyński
Cezary Kuleszyński  (Charsznica, 27 de novembro de 1937 - Cracóvia, 2 de janeiro de 2011) foi um atleta polonês que se especializou nos 110 metros com barreiras.